# Hyphessobrycon erythrostigma

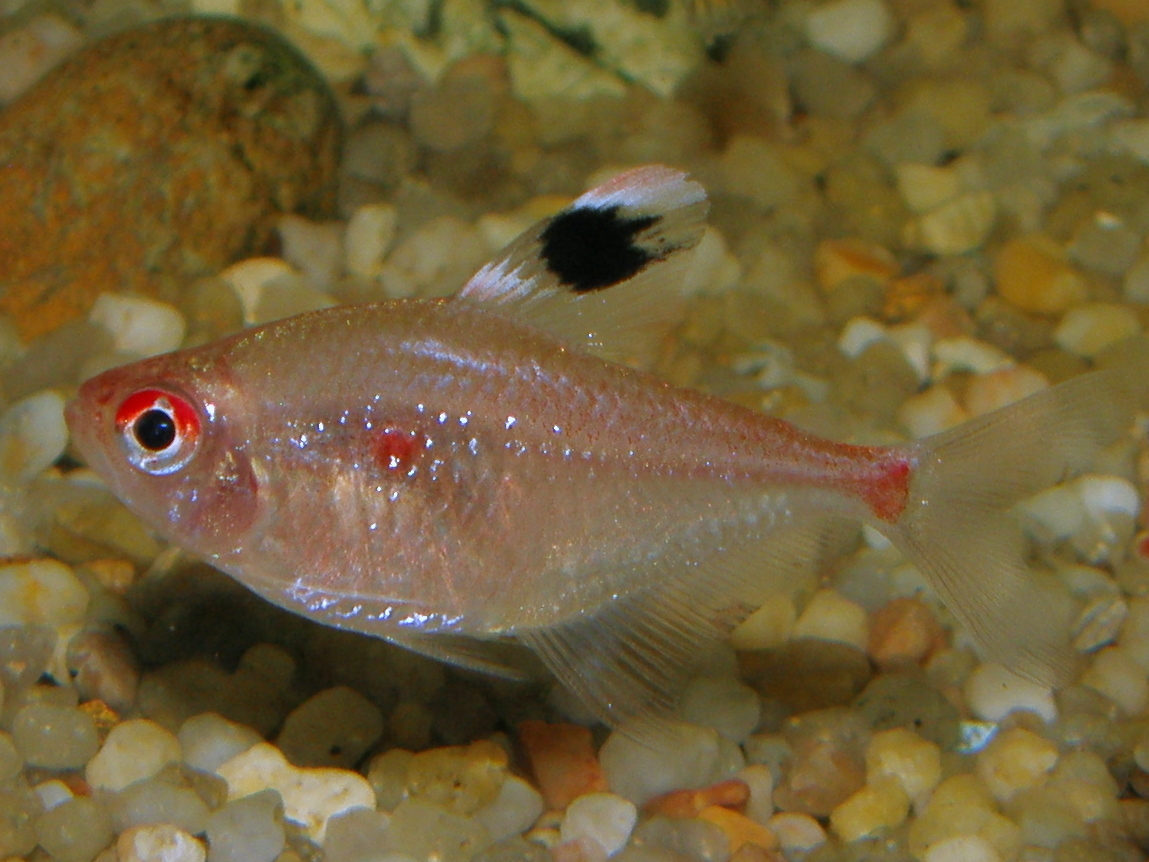
Hyphessobrycon erythrostigma

Il tetra macchia rossa (Hyphessobrycon erythrostigma Fowler, 1943) è un pesce d'acqua dolce della famiglia dei Caracidi.

## Distribuzione
La specie è diffusa nell'alto corso del Rio delle Amazzoni, in corsi d'acqua con acque scure ed abbondante presenza di piante acquatiche.

## Descrizione
Questa specie ha il corpo relativamente alto e compresso lateralmente, la pinna dorsale è allungata (molto più nei maschi) e la pinna anale presenta una punta (anche questa più evidente nei maschi). La pinna caudale è ampia e leggermente forcuta. Gli occhi sono piuttosto grandi, la bocca piccola.
Il colore è grigiastro con sfumature metalliche violacee sui fianchi, con una striscia nera che attraversa gli occhi, i quali sono rossi al di sopra di detta linea. Al centro dei fianchi è presente una vistosa macchia rossa dalla quale il pesce prende il nome.
Misura fino a 8 cm.

## Comportamento
Questi pesci vivono in banchi ed in caso di pericolo, trovano rifugio tra la vegetazione.

## Alimentazione
È un pesce onnivoro,la sua dieta è basata su invertebrati acquatici e piccole quantità di cibo vegetale di vario tipo.

## Riproduzione
Dopo un serrato corteggiamento da parte del maschio le uova vengono deposte tra la vegetazione fitta, dove si schiuderanno uno o due giorni dopo.

## Acquariofilia
Questa specie è comunemente allevata in acquario. Si consiglia di allevarlo in gruppi di almeno 6 esemplari, in acquari piuttosto spaziosi con vegetazione e spazio libero. Si consiglia di integrare l'alimentazione a base di cibo secco con del cibo vivo.
La riproduzione è piuttosto difficile da ottenere negli acquari privati.